# Dodekán
A dodekán egy 12 szénatomos telített szénhidrogén, alkán. Összegképlete C12H26, 355 szerkezeti izomerje létezik. Színtelen, sűrűn folyós, éghető, olajszerű folyadék. Vízben gyakorlatilag oldhatatlan, de nagyon jól oldódik etanolban, dietil-éterben, acetonban, tetraklórmetánban és triklórmetánban.
Oldószerként, desztilláció elősegítéséhez adalékanyagként használatos. A dízelolaj egyik komponense. Újrafeldolgozó-üzemekben a tributil-foszfát hígítására is használják.[forrás?]